# Liste der Orte im Kreis Argeș

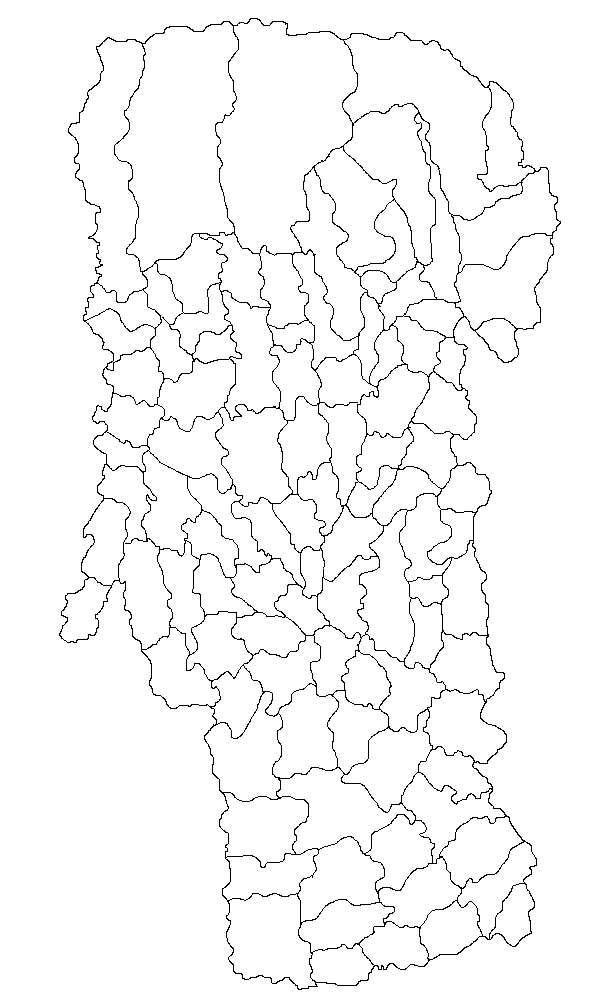
Gemeinden des Kreises Argeș

Der Kreis Argeș in Rumänien besteht aus offiziell 586 Ortschaften. Davon haben 7 den Status einer Stadt, 95 den einer Gemeinde. Die übrigen sind administrativ den Städten und Gemeinden zugeordnet.

## Städte
| - Câmpulung - Costești - Curtea de Argeș | - Mioveni - Pitești | - Ștefănești - Topoloveni |

## Gemeinden
| - Albeștii de Argeș (Gemeindesitz: Albeștii Pământeni) - Albeștii de Muscel (Gemeindesitz: Albești) - Albota - Aninoasa - Arefu - Băbana - Băiculești - Bălilești - Bârla - Bascov - Beleți-Negrești (Gemeindesitz: Negrești) - Berevoiești - Bogați - Boteni - Boțești - Bradu - Brăduleț - Budeasa - Bughea de Jos - Bughea de Sus - Buzoești - Căldăraru - Călinești - Căteasca - Cepari (Gemeindesitz: Ceparii Pământeni) - Cetățeni - Cicănești - Ciofrângeni - Ciomăgești - Cocu - Corbeni - Corbi | - Coșești - Cotmeana - Cuca - Dâmbovicioara - Dârmănești - Davidești - Dobrești - Domnești - Drăganu (Gemeindesitz: Drăganu-Olteni) - Dragoslavele - Godeni - Hârsești - Hârtiești - Izvoru - Leordeni - Lerești - Lunca Corbului - Mălureni - Mărăcineni - Merișani - Micești - Mihăești - Mioarele (Gemeindesitz: Mățău) - Miroși - Morărești - Moșoaia - Mozăceni - Mușătești - Negrași - Nucșoara - Oarja - Pietroșani | - Poiana Lacului - Poienarii de Argeș (Gemeindesitz: Poienari) - Poienarii de Muscel (Gemeindesitz: Poienari) - Popești - Priboieni - Râca - Rătești - Recea - Rociu - Rucăr - Sălătrucu - Săpata (Gemeindesitz: Mârțești) - Schitu Golești - Slobozia - Stâlpeni - Ștefan cel Mare - Stoenești - Stolnici - Șuici - Suseni - Teiu - Tigveni - Țițești - Uda - Ungheni - Valea Danului - Valea Iașului - Valea Mare-Pravăț - Vedea - Vlădești - Vulturești |

## A
| - Adunați - Afrimești - Albești - Albeștii Pământeni | - Albeștii Ungureni - Albotele - Aluniș - Alunișu (Băiculești) | - Alunișu (Brăduleț) - Anghinești - Argeșani - Argeșelu |

## B
| - Babaroaga - Băcești - Bădeni - Bădești (Bârla) - Bădești (Pietroșani) - Bădicea - Bădila - Bădislava - Bădulești - Băila - Băjănești - Băjești - Balabani - Bălilești (Tigveni) - Baloteasca - Bălțata - Bălteni - Bănărești - Bănicești - Bântău - Bărănești - Bărăști - Bărbălani - Bărbălătești - Bărbătești | - Bârlogu - Bârloi - Bârseștii de Jos - Bârseștii de Sus - Bârzești - Bascovele - Bătrâni - Beculești - Beleți - Berindești - Bilcești - Blaju - Blejani - Bolculești - Bolovănești - Bordeieni - Borlești - Borobănești - Borovinești - Boțârcani - Brabeți - Brădetu - Brăileni - Braniștea | - Brânzari - Brăteasca - Brătești - Bratia (Berevoești) - Bratia (Ciomăgești) - Broșteni (Aninoasa) - Broșteni (Costești) - Bucov - Bucșenești-Lotași - Bucșenești - Budeasa Mare - Budeasa Mică - Budișteni - Bujoi - Bujoreni - Bumbueni - Bunești (Cotmeana) - Bunești (Mălureni) - Burdea - Burdești - Burețești - Burluși - Burnești - Buta |

## C
| - Calotești - Cândești - Căpățânenii Pământeni - Căpățânenii Ungureni - Capu Piscului (Godeni) - Capu Piscului (Merișani) - Cârcești - Cârciumărești - Cărpeniș - Cârstieni - Catane - Catanele - Cătunași - Ceaurești - Ceaușești - Cepari (Poiana Lacului) - Ceparii Pământeni - Ceparii Ungureni - Cerbu - Cerbureni - Cerșani - Chilii - Chirițești (Suseni) | - Chirițești (Uda) - Chirițești (Vedea) - Chițani - Chițești - Ciești - Ciobănești - Ciobani - Ciocănăi - Ciocănești - Ciocanu - Ciocești - Ciolcești - Cireșu - Cișmea - Ciulnița - Ciupa-Mănciulescu - Ciurești - Clucereasa - Cocenești - Cochinești - Colibași - Colnic - Colțu | - Conțești - Corbșori - Cornățel - Cosaci - Coșeri - Costești (Cotmeana) - Costești-Vâlsan - Costiță - Coteasca - Cotenești - Cotești - Cotmeana (Stolnici) - Cotmenița - Cotu (Cuca) - Cotu (Uda) - Cotu Malului - Crâmpotani - Crintești - Crivățu - Crucișoara - Cungrea - Curteanca |

## D
| - Deagu de Jos - Deagu de Sus - Dealu - Dealu Bisericii - Dealu Bradului - Dealu Frumos - Dealu Obejdeanului - Dealu Orașului - Dealu Pădurii - Dealu Tolcesii | - Dealu Viilor (Moșoaia) - Dealu Viilor (Poiana Lacului) - Dedulești - Diconești - Dincani - Dinculești - Doblea - Dobrogostea - Dobrotu | - Dogari - Drăganu-Olteni - Drăghescu - Drăghicești - Drăghici - Drăgolești - Dumbrava - Dumbrăvești - Dumirești |

## E
| - Enculești |

## F
| - Făcălețești - Făgetu - Fâlfani - Fântânea | - Fata - Fedeleșoiu - Florieni - Frătești | - Frătici - Furduești - Furești - Furnicoși |

## G
| - Găinușa - Gălășești (Budeasa) - Gălășești (Suseni) - Gâlcești - Galeșu - Gălețeanu - Gămăcești - Gănești - Gărdinești - Găujani - Geamăna - Giuclani - Glâmbocata-Deal | - Glâmbocata - Glâmbocel - Glâmbocelu - Glâmbocu - Glavacioc - Gliganu de Jos - Gliganu de Sus - Glodu (Călinești) - Glodu (Leordeni) - Goia - Goleasca - Golești (Bălilești) | - Golești (Ștefănești) - Gorănești - Gorani - Gorganu - Greabăn - Greabănu - Groșani - Groși - Gruiu (Căteasca) - Gruiu (Nucșoara) - Gura Pravăț - Gura Văii |

## H
| - Hințești | - Huluba | - Humele |

## I
| - Ianculești - Ioanicești - Ionești | - Izbășești - Izvorani | - Izvoru de Jos - Izvoru de Sus |

## J
| - Jgheaburi | - Jugur | - Jupânești |

## L
| - Lăceni - Lacurile - Lăicăi - Lăngești - Lăpușani - Lăunele de Sus - Lăzărești (Moșoaia) - Lăzărești (Schitu Golești) | - Leicești - Lențea - Leșile - Lespezi - Lintești - Lipia - Livezeni - Loturi | - Lucieni - Luminile - Lunca - Lunca Gârtii - Lungani - Lungulești - Lupueni |

## M
| - Măcăi - Malu (Bârla) - Malu (Godeni) - Malu Vânăt - Măncioiu - Mândra - Mănești - Mănicești - Mareș | - Mârghia de Jos - Mârghia de Sus - Martalogi - Mârțești - Mățău - Mavrodolu - Metofu - Mica - Miercani | - Mioarele (Cicănești) - Moara Mocanului - Mogoșești - Morăști - Moșteni-Greci - Mozăcenii-Vale - Mozacu - Mușcel - Mustățești |

## N
| - Nămăești - Negești - Negreni | - Negrești - Nejlovelu | - Nigrișoara - Noapteș |

## O
| - Odăeni - Oeștii Pământeni - Oeștii Ungureni | - Ogrezea - Oprești | - Orodel - Oțelu |

## P
| - Păcioiu - Pădureni - Pădureți - Păduroiu din Deal - Păduroiu din Vale - Palanga - Paltenu - Paraschivești - Pârvu Roșu - Pătuleni - Păuleasca (Mălureni) - Păuleasca (Micești) - Păuleni - Păunești - Petrești | - Piatra (Brăduleț) - Piatra (Ciofrângeni) - Piatra (Stoenești) - Pielești - Pietroasa - Piscani - Pițigaia - Pitoi - Podeni - Podișoru - Podu Broșteni - Podu Dâmboviței - Poduri - Poienărei | - Poienari (Corbeni) - Poienița - Pojorâta - Popești (Cocu) - Popești (Săpata) - Priboaia - Priseaca - Prislopu Mare - Prislopu Mic - Prodani - Prosia - Purcăreni (Micești) - Purcăreni (Popești) - Putina |

## R
| - Răchițele de Jos - Răchițele de Sus - Racovița - Rădești - Radu Negru - Răduțești - Râjlețu-Govora | - Râncăciov - Rățoi - Recea (Căteasca) - Redea - Retevoiești - Robaia | - Rogojina - Romana - Rotunda - Rudeni (Mihăești) - Rudeni (Șuici) - Ruginoasa |

## S
| - Săliștea - Sămăila - Sămara - Săndulești - Săpunari - Sătic - Satu Nou - Sboghițești - Schiau - Schitu Scoicești - Schitu-Matei - Șelăreasca - Șelari - Șendrulești | - Șerbănești (Poienarii de Muscel) - Șerbănești (Rociu) - Șerboeni - Siliștea - Silișteni - Sinești - Slămnești - Slănic - Slatina - Slătioarele - Slobozia (Popești) - Slobozia (Stoenești) - Smei - Smeura | - Spiridoni - Stănești - Stănicei - Stârci - Ștefănești (Suseni) - Ștefăneștii Noi - Stejari - Strâmbeni (Căldăraru) - Strâmbeni (Suseni) - Stroești - Surdulești - Suseni (Bogați) - Suslănești |

## T
| - Teodorești - Țigănești - Tigveni (Rătești) - Tomșanca | - Tomulești - Toplița - Turburea | - Turcești - Tutana - Țuțulești |

## U
| - Udeni-Zăvoi - Uiasca - Uleni - Ulita | - Ungureni (Brăduleț) - Ungureni (Valea Iașului) - Urechești - Urlucea | - Urlueni - Urluiești - Ursoaia |

## V
| - Văcarea - Vâlcelele - Valea Bădenilor - Valea Bradului - Valea Brazilor - Valea Calului - Valea Cetățuia - Valea Corbului - Valea Cucii - Valea Faurului - Valea Hotarului - Valea Îndărăt - Valea lui Enache - Valea lui Maș - Valea Măgurei - Valea Mănăstirii - Valea Mare | - Valea Mare-Bratia - Valea Mare-Podgoria - Valea Mărului - Valea Muscelului - Valea Nandrii - Valea Nenii - Valea Pechii - Valea Popii (Mihăești) - Valea Popii (Priboieni) - Valea Rizii - Valea Rumâneștilor - Valea Siliștii - Valea Stânii - Valea Uleiului - Valea Ursului - Văleni - Văleni-Podgoria | - Vâlsănești - Vârloveni - Vârșești - Vărzăroaia - Vărzaru - Vața - Vernești - Vețișoara - Viișoara - Vlădești (Tigveni) - Vlăduța - Vlășcuța - Voinești - Vonigeasa - Voroveni - Vrănești - Vulpești |

## Z
| - Zamfirești (Cepari) - Zamfirești (Cotmeana) - Zărnești | - Zăvoi - Zgripcești - Zidurile | - Zigoneni - Zuvelcați |